# Черкаський Теофан
Черкаський Теофан (* 12 березня 1892, Росішки — нині Тетіївський район — 22 вересня 1938) — український політичний діяч, інженер-економіст родом з с. Росоші на східному Поділлі.
Належав до Української Партії Соціалістів-Революціонерів. 1919 за уряду Б. Мартоса — міністр народного господарства, згодом в уряді І. Мазепи міністр преси і пропаганди. Залишився під більшовиками, вчителював; засуджений на 25 років заслання. Розстріляний 22 вересня 1938.